# Nero su bianco
Nero su bianco è un singolo del gruppo musicale italiano 99 Posse, pubblicato il 25 maggio 2021.

## Descrizione
Il singolo è uscito a un anno dalla morte di George Floyd. La band però precisa:

## Video musicale
Il video, diretto da Bagya D. Lankapura e prodotto da 56K Productions, è stato pubblicato contestualmente all'uscita del singolo sul canale YouTube del gruppo.

## Tracce
Testi di Luca Persico, musiche di Massimiliano Iovine, Marco Messina.
1. Nero su bianco – 3:23